# NGC 2434
NGC 2434 је елиптична галаксија у сазвежђу Летећа риба која се налази на NGC листи објеката дубоког неба.
Деклинација објекта је - 69° 17' 4" а ректасцензија 7h 34m 51,5s. Привидна величина (магнитуда) објекта NGC 2434 износи 11,3 а фотографска магнитуда 12,3. Налази се на удаљености од 21,898 милиона парсека од Сунца. NGC 2434 је још познат и под ознакама ESO 59-5, PGC 21325.